# Karel Cejp
Karel Cejp (22. února 1900 Rokycany – 22. září 1979 tamtéž) byl český přírodovědec a vysokoškolský pedagog. Jeho oficiální autorská botanická a mykologická zkratka je „Cejp“.

## Životopis
Narodil se v roce 1900 v zemědělské rodině v Rokycanech. Obecnou a měšťanskou školu, stejně jako gymnázium absolvoval tamtéž; byl žákem Bohuslava Horáka. V letech od 1919 až 1923 vystudoval přírodní vědy a zeměpis na Přírodovědecké fakultě Univerzity Karlovy (PF UK) v Praze. Byl studentem u profesora Josefa Velenovského. Titul Doktor přírodních věd (RNDr.) získal v roce 1923, jeho dizertační práce se týkala srovnávací morfologie vyšších rostlin. Pak nastoupil na místo asistenta Botanického ústavu UK. Od roku 1926 se začal zabývat také mykologií (nauka o houbách a plísních). V roce 1933 se habilitoval jako docent, v roce 1948 byl jmenován profesorem.
Je považován na zakladatele studia a výuky mykologie na UK. Člen řady odborných spolků, organizací, redaktor. Dlouholetý člen Muzejní společnosti v Rokycanech a také její představitel po smrti Bohuslava Horáka. V roce 1970 jmenován čestným občanem Rokycan. Napsal kolem 600 odborných statí, z publikovaných regionálních prací lze připomenout tyto: Květena strašických Brd, Rokycany 1924 a Kašpar Sternberg a jeho Březina vydanou v roce 1938. Poslední léta života strávil v Rokycanech.

## Druhy pojmenované po Karlu Cejpovi
| - Cejpia Velen. 1934; Dermateaceae - Cejpomyces Svrček & Pouzar 1970 – obecně Thanatephorus; Ceratobasidiaceae - Aspergillus cejpii (Milko) Samson, Varga, Visagie & Houbraken 2014 – je Anamorfa od Emericella - Calyptella cejpii (Pilát) W.B. Cooke 1961; Marasmiaceae - Chytridium cejpii Fott 1951; Chytridiaceae - Cyphella cejpii Pilát 1924, – obecně Calyptella cejpii; Marasmiaceae - Dichotomomyces cejpii (Milko) D.B. Scott 1970; Trichocomaceae - Diplochytridium cejpii (Fott) Karling 1971; Chytridiaceae - Globulina cejpii Velen. 1934; Dothideomycetes - Helotium cejpii Velen. 1934 – obecně Hymenoscyphus cejpii; Helotiaceae - Hyaloscypha cejpii Velen. 1934 – obecně Microscypha cejpii; Hyaloscyphaceae | - Hymenoscyphus cejpii (Velen.) Dennis 1964; Helotiaceae - Lachnea cejpii Velen. 1934 – obecně Scutellinia cejpii (Velen.) Svrček 1971; Pyronemataceae - Microscypha cejpii (Velen.) Svrček 1985; Hyaloscyphaceae - Omphalia cejpii Velen. 1939; Tricholomataceae - Orbilia cejpii Velen. 1934; Orbiliaceae - Phyllosticta cejpii M. Morelet 1968 – je Anamorfa od Guignardia - Pseudomycena cejpii Velen. 1947; Mycenaceae - Psilocistella cejpii (Velen.) Svrček 1978 – obecně Microscypha cejpii; Hyaloscyphaceae - Sporotrichum cejpii Fassat. 1953 – obecně Pseudogymnoascus pannorum; Myxotrichaceae - Talaromyces cejpii Milko 1964 – obecně Dichotomomyces cejpii; Trichocomaceae - Valsa cejpii Z. Urb. 1956; Valsaceae |

## Odborné publikace
výběr
- Květena strašických Brd. Městské museum, Rokcany 1924.
- Příspěvek k srovnávací morfologii dimerických květů. Přírodovědecká fakulta, F. Řivnáč, Praha 1924.
- Revise středoevropských druhů skupiny Mycena-Omphalia se zvláštním zřetelem k druhům československým. Dvoudílná monografická studie. Přírodovědecká fakulta, F. Řivnáč, Praha 1929 a 1930.
- Monographie des Hydnacées de la République Tchécoslovaque. Bulletin international de l’Académie des Sciences de Bohême, Praha 1930.
- Atlas hub evropských. svazek IV. Omphalia (Fr.) Quél. Kalichovka; Delicatula Fayod. Žebernatka, nákladem vlastním, Praha 1936 a 1938.
- Základy všeobecné, speciální fytopathologie. Pro posluchače biologické fakulty. SPN, Praha 1953.
- Houby. Dvousvazková celostátní vysokoškolská učebnice. ČSAV, Praha 1957 a 1958.
- Flora ČSR, Gasteromycetes. Spoluautoři Z. Moravec, A. Pilát, Z. Pouzar, V. J. Staněk, M. Svrček, S. Šebek, F. Šmarda, ČSAV, Praha 1958.
- Flora ČSR, Oomycetes. ČSAV, Praha 1959.